# Achiel Logghe
Achiel Logghe (Torhout, 24 maart 1878 - Brugge, 2 oktober 1965) was een rooms-katholiek priester in de Belgische stad Brugge en was bijna 40 jaar de leider in de christelijke arbeidersbeweging, arrondissement Brugge.

## Levensloop
Logghe leerde Achiel Lauwers kennen in Roeselare als zijn leraar en mentor. Hij vervolgde zijn studies aan het Brugse seminarie en werd priester gewijd in 1901. Daarna studeerde hij verder aan de KU Leuven en behaalde er in 1905 een doctoraat in de theologie. Tijdens zijn studies in Leuven was hij de studiegenoot van Louis Colens (1877-1936), die van 1922 tot 1936 de algemene proost van de christelijke arbeidersbeweging was in België.
In (1906) werd hij onderpastoor van de Sint-Salvatorparochie en rechterhand van Achiel Lauwers.

## De Gilde
In 1910 volgde hij de plots overleden Lauwers op als proost van de christelijke arbeidersbeweging in het arrondissement Brugge, een functie die hij bleef uitoefenen tot in 1955. Deze organisatie en beweging is in Brugge beter gekend als "de Gilde", verwijzende naar de oorspronkelijke naam als 'Gilde der ambachten'. De verschillende geledingen van deze organisatie zijn in Brugge hoofdzakelijk gevestigd in de Oude Burg en de aanpalen Nieuwstraat. Samen met notaris Henry van Caillie was Achiel Logghe tientallen jaren de man die het reilen en zeilen bepaalde binnen de katholieke partij in de Brugse regio.
Achiel Logghe was ook de opvolger van Lauwers als rector van Onze-Lieve-Vrouw van Blindekens. In 1927 werd hij ere-kanunnik van het Sint-Salvatorskapittel en in 1952 titulair kanunnik.
Priester Logghe bekleedde ook één openbare functie (1953-1959) in de stad Brugge, namelijke die van voorzitter van de Commissie van Openbare Onderstand (COO), de voorloper van het huidige OCMW.
Zijn opvolger als proost van de arbeidersbeweging was E.H. Sylvain Gryspeerdt (1906-1981), die net als Logghe bedienaar werd van de kapel van Onze-Lieve-Vrouw van Blindekens.